# Friedrich Raab (Politiker)
Friedrich Wilhelm Carl Ernst Raab (* 18. Mai 1859 in Hamburg; † 14. Juni 1917 ebenda) war Porzellanmaler und Mitglied des Deutschen Reichstags.

## Leben

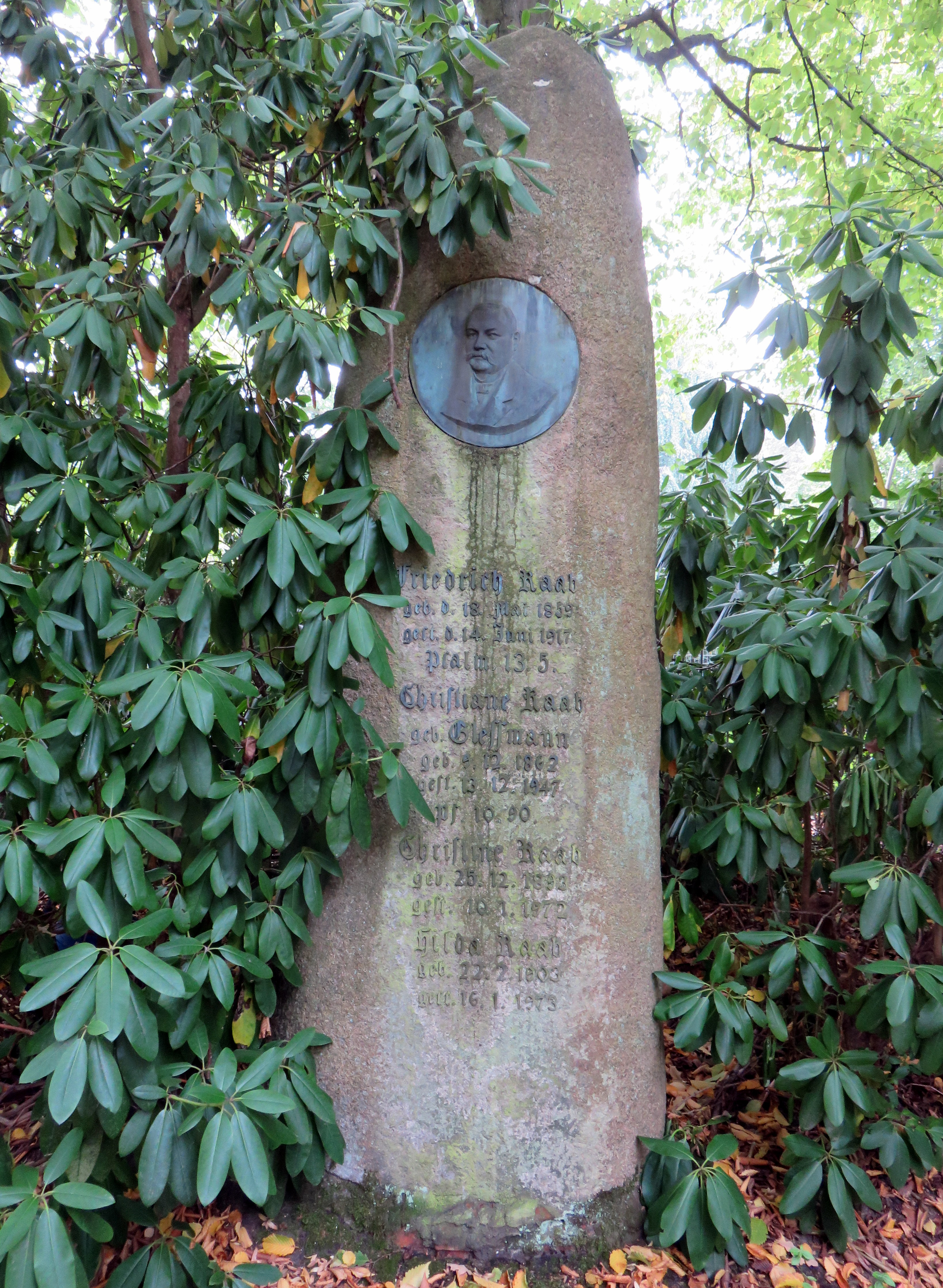
Grab Friedrich Raab auf dem Friedhof Ohlsdorf

Raab besuchte die Duntesche Stiftungsschule in Hamburg bis 1874. Er machte eine Lehrzeit, führte das Geschäft des kranken Vaters und besaß seit 1886 selbständig eine Porzellanmalerei. Seinen Militärdienst absolvierte er von 1880 bis 1882 beim 2. Hanseatischen Infanterieregiment Nr. 76.
Seit 1897 Mitglied der Hamburger Bürgerschaft der antisemitischen Deutschsozialen Partei für Eimsbüttel und von 1898 bis 1903 war er Mitglied des Deutschen Reichstags für den Wahlkreis Provinz Schleswig-Holstein 2 Apenrade, Flensburg und die Deutschsoziale Reformpartei.
Zwischen 1904 und 1912 vertrat er den Reichstagswahlkreis Regierungsbezirk Kassel 4 (Eschwege, Schmalkalden, Witzenhausen).
Auf dem Ohlsdorfer Friedhof in Hamburg befindet sich bei Planquadrat C 13 südöstlich von Kapelle 4 am Außenzaun ein Grabstein für Friedrich Raab mit einem Relief des Bildhauers Martin Schmidt von 1918.
Seine Schwester Amanda Jacobine Emma Irwahn war die Mutter des Malers und Bildhauers Martin Irwahn.